# Кохан, Евгений Кириллович
Евгений Кириллович Кохан (9 апреля 1936, Сураж — 23 декабря 2020, Хабаровск) — советский и российский поэт, писатель. Член Союза писателей СССР, член Союза писателей России.

## Биография
Родился Евгений Кириллович 9 апреля 1936 года в городе Сураже Брянской области. Когда началась Великая Отечественная война Жене Кохану было пять лет. Отец ушёл на фронт, старшая сестра Елена в партизанский отряд. На улице, где проживала семья Кохановых, жил поп-баптист по фамилии Дубинин, который стал предателем, сообщил немцам, что они связаны с партизанами. Маленького Женю, сестру Валю и их маму арестовали и бросили в тюрьму. Фашисты Женину маму долго пытали, но ничего не добились о расположении партизан. Затем Евгения, его сестру и маму отправили в концлагерь в польском городе Диршау. Через два года каторжной работы мама Евгения заболела, и немцы засекли её до смерти и сожгли. В 1945 году при освобождении Польши советскими войсками немцы расстреливали заключённых из концлагеря, но Евгению Кохану и его сестре удалось спастись. Сестра спряталась в копне соломы, ночью Евгений залез под шинель мёртвого немца и пролежал на животе у немца до вечера, в это время Красная армия освободила от фашистов город Диршау. Затем Женя с сестрой Валей вернулись на родину. Отец погиб на фронте, дом их был сожжён, Евгения и сестру воспитывала соседка тётя Зина. Евгений Кохан учился в вечерней школе и работал пастухом. В 1955 году призвали в армию. Служил в Воронеже, там и пришло письмо из Хабаровска от старшей сестры Елены. После службы в 1958 году Евгений Кириллович уехал к сестре Елене в город Хабаровск, где проживает в настоящее время. Окончил техническое училище в Хабаровске и проработал 49 лет на заводе «Дальэнергомаш», работал токарем, слесарем, электросварщиком. Евгений Кириллович поступил в Московский литературный институт на заочный факультет, но институт не закончил.

## Творческая деятельность
Писал стихи с детства. Первые его стихи были опубликованы в воронежском журнале «Подъём», во время службы в армии. Евгений Кириллович является автором литературных произведений для детей, имеет более десяти сборников стихов, среди которых: «Снегири» (1965), «Ручей» (1972), «Весёлые бубенчики» (1979), «Капля света» (1988, 1990), «Мамина косынка» (2000), «На скрипочке ветра» (2000), «Переулок между булок» (2006). Его стихи печатались в журналах «Смена», «Юность», «Дальний Восток», «Весёлые картинки», «Мурзилка», в центральных и местных газетах. Евгений Кириллович написал повесть «Детство, опалённое войной» (1985), последняя книга стихов называется «Хвастать нечем». Стихи Евгения Кирилловича были включены в хрестоматию по дальневосточной литературе для учащихся начальных классов «Лукошко».